# Чемпионат Северной, Центральной Америки и Карибского бассейна по волейболу среди женщин 1977
5-й чемпионат Северной, Центральной Америки и Карибского бассейна (NORCECA) по волейболу среди женщин прошёл с 23 по 30 апреля 1977 года в двух городах Доминиканской Республики (Санто-Доминго и Ла-Веге) с участием 9 национальных сборных команд. Чемпионский титул в третий раз в своей истории и в третий раз подряд выиграла сборная Кубы.

## Команды-участницы
Американские Виргинские острова, Гаити, Доминиканская Республика, Канада, Куба, Мексика, Нидерландские Антильские острова, Пуэрто-Рико, США.

## Система проведения чемпионата
9 команд-участниц на предварительном этапе разбиты на две группы. По четыре команды из групп выходят в четвертьфинал плей-офф. Победители четвертьфинальных матчей выходят в полуфинал и по системе с выбыванием определяют призёров первенства. Итоговые 5—8-е места разыгрывают команды, проигравшие в 1/4 финала.

## Предварительный этап

### Группа А
| М | Команда                          | 1   | 2   | 3   | 4   | И | В | П | С/П | О |
| - | -------------------------------- | --- | --- | --- | --- | - | - | - | --- | - |
| 1 | Доминиканская Республика         |     | 3:0 | 3:- | 3:0 | 3 | 3 | 0 | 9:- | 6 |
| 2 | Мексика                          | 0:3 |     | 3:0 | 3:0 | 3 | 2 | 1 | 6:3 | 5 |
| 3 | Пуэрто-Рико                      | -:3 | 0:3 |     | 3:- | 3 | 1 | 2 |     | 4 |
| 4 | Нидерландские Антильские острова | 0:3 | 0:3 | -:3 |     | 3 | 0 | 3 | -:9 | 3 |

23 апреля: Пуэрто-Рико — Нидерландские Антильские острова 3:-.
24 апреля: Доминиканская Республика — Нидерландские Антильские острова 3:0 (15:1, 15:4, 15:0).
25 апреля: Мексика — Нидерландские Антильские острова 3:0 (15:5, 15:13, 15:2); Доминиканская Республика — Пуэрто-Рико 3:-.
26 апреля: Мексика — Пуэрто-Рико 3:0.
27 апреля: Доминиканская Республика — Мексика 3:0 (15:6, 15:11, 15:8).

### Группа В
| М | Команда                         | 1   | 2   | 3   | 4   | 5   | И | В | П | С/П  | О |
| - | ------------------------------- | --- | --- | --- | --- | --- | - | - | - | ---- | - |
| 1 | Куба                            |     | 3:0 | 3:0 | 3:0 | 3:0 | 4 | 4 | 0 | 12:0 | 8 |
| 2 | США                             | 0:3 |     | 3:- | 3:0 | 3:0 | 4 | 3 | 1 | 9:-  | 7 |
| 3 | Канада                          | 0:3 | -:3 |     | 3:0 | 3:0 | 4 | 2 | 2 | -:6  | 6 |
| 4 | Гаити                           | 0:3 | 0:3 | 0:3 |     | 3:0 | 4 | 1 | 3 | 3:9  | 5 |
| 5 | Американские Виргинские острова | 0:3 | 0:3 | 0:3 | 0:3 |     | 4 | 0 | 4 | 0:12 | 4 |

23 апреля: США — Американские Виргинские острова 3:0 (15:3, 15:1, 15:1); Канада — Гаити 3:0.
24 апреля: Канада — Американские Виргинские острова 3:0 (15:2, 15:4, 15:5); Куба — Гаити 3:0.
25 апреля: Куба — Американские Виргинские острова 3:0; США — Канада 3:-.
26 апреля: Гаити — Американские Виргинские острова 3:0 (15:0, 15:6, 15:1); Куба — США 3:0 (15:4, 15:12, 15:5).
27 апреля: Куба — Канада 3:0; США — Гаити 3:0.

## Плей-офф

### Четвертьфинал
28 апреля
Канада — Мексика 3:1 (15:4, 15:8, 14:16, 15:5)
Доминиканская Республика — Гаити 3:0 (15:5, 15:0, 15:1).
США — Пуэрто-Рико 3:0 (15:9, 15:5, 15:2).
Куба — Нидерландские Антильские острова 3:0

### Полуфинал за 1—4 места
29 апреля
Куба — Канада 3:0 (15:5, 15:0, 15:5).
США — Доминиканская Республика 3:0 (15:5, 15:10, 15:12)

### Полуфинал за 5—8 места
29 апреля
Пуэрто-Рико — Гаити 3:2 (15:4, 15:9, 13:15, 12:15, 15:5).
Мексика — Нидерландские Антильские острова 3:0 (15:5, 15:2, 15:4).

### Матч за 7-е место
30 апреля
Нидерландские Антильские острова — Гаити 3:-

### Матч за 5-е место
30 апреля
Пуэрто-Рико — Мексика 3:-

### Матч за 3-е место
30 апреля
Канада — Доминиканская Республика 3:0 (15:1, 15:1, 15:6)

### Финал
30 апреля
Куба — США 3:1 (15:13, 13:15, 15:8, 15:7).

## Итоги

### Положение команд
| Куба                                |
| США                                 |
| Канада                              |
| 4. Доминиканская Республика         |
| 5. Пуэрто-Рико                      |
| 6. Мексика                          |
| 7. Нидерландские Антильские острова |
| 8. Гаити                            |
| 9. Американские Виргинские острова  |